# 9545 Petrovedomosti
9545 Petrovedomosti è un asteroide della fascia principale. Scoperto nel 1984, presenta un'orbita caratterizzata da un semiasse maggiore pari a 2,7188233 UA e da un'eccentricità di 0,2694171, inclinata di 10,02131° rispetto all'eclittica.